# John Hutton Balfour
John Hutton Balfour (Edimburgo, 15 de septiembre de 1808 - 11 de febrero de 1884) fue un médico, botánico, y briólogo escocés.

## Biografía
Estudió en "the Royal High School" de Edimburgo, continuando después en la Universidad de St. Andrews y en la Universidad de Edimburgo, donde obtiene el doctorado médico en 1831. En ese mismo año era miembro del "Royal College of Surgeons of Edinburgh" ("Real Colegio de Cirujanos de Edimburgo"), miembro de la junta en 1833. Comenzó a ejercer la medicina, pero en 1840 daba lecciones de botánica y en 1841 era designado como profesor de botánica en la Universidad de Glasgow. En 1845 se trasladó a la Universidad de Edimburgo, ejerciendo las mismas funciones y también como "Regius Keeper" (director) del Real Jardín Botánico de Edimburgo y "Botánico Real" por Escocia.
Su pasión por la botánica le condujo a fundar "The Botanical Society of Edinburgh" en 1836 y el "Botanical Club" en 1838. También durante 30 años , fue Decano de la Facultad de Medicina de la Universidad de Edimburgo, donde introdujo la enseñanza utilizando microscopios. Durante su dirección del Real Jardín Botánico de Edimburgo, aumentó su extensión, construyendo un invernadero para palmeras, un Arboretum e instalaciones educativas.
Se retiró de sus obligaciones en 1879, se le concedió el L.L.D. honorario por parte de las tres Universidades en las que había estado afiliado (St. Andrews, Glasgow y Edimburgo).

## Obra
- Manual of botany (libro de texto) 1848
- The Bass Rock: Its Civil and Ecclesiastic History. Con Thomas M'Crie, Hugh Miller, James Anderson, John Fleming, 575 p.
- Phyto-theology: or, Botanical sketches, intended to illustrate the works of God in the structure, functions, and general distribution of plants. 2.ª ed. reimpreso Johnstone & Hunter, 242 p. 1851
- Class book of botany (libro de texto) 357 p. 1852
- Outlines of botany (libro de texto) 1854
- The plants of the Bible, trees and shrubs. 1857
- Botany and religion; or, Illustrations of the works of God in the structure, functions, arrangement, and general distribution of plants. 1 v. 1859
- Account of a botanical excursion to Switzerland, with pupils, in August, 1858 66 p. 1859
- Botanist's companion (libro de texto) 1860 reimpreso de BiblioBazaar, 84 p. 2008 ISBN 0559644957, ISBN 9780559644955
- Description of Aasafoetida Plants (Narthex Asafoetida, Falconer): Which Have Recently Borne Flowers and Fruit-in the Royal Botanic Garden of Edinburgh 1860
- Flora of Edinburgh: Being a List of Plants Found in the Vicinity of Edinburgh con John Sadler. Ed. A. & C. Black, 174 p. 1863
- The Plants of the Bible 192 p. 1866
- Elements of botany for schools (libro de texto) 1869
- Hand-Book to Illustrations of Botany. Ed. W.& A.K. Johnston, 72 p. 1870
- Introduction to palaeontological botany Balf. 118 p. 1872
- First book of botany. Collins' elem. sci. series. 1872
- The plants of scripture Balf.
- Artículo sobre Botánica en la "8th edition of Encyclopaedia Britannica" Balf.

## Eponimia
"La enfermedad de Balfour", es una alteración de la salud caracterizada por múltiples masas tumorales formadas por infiltraciones en los huesos de leucemia mielógena.
Género
- (Rutaceae) Balfourodendron Mello ex Oliv.[1]

Especies
- (Araliaceae) Polyscias balfouriana L.H.Bailey[2]
- (Asclepiadaceae) Ceropegia balfouriana Schltr.[3]
- (Campanulaceae) Campanula balfourii Wagn. & Vierh.[4]
- (Caryophyllaceae) Polycarpaea balfourii Briq[5]
- (Clusiaceae Hypericum balfourii N.Robson[6]
- (Pinaceae Pinus balfouriana S.Watson ex A.Murr.[7]
- (Rubiaceae Coprosma balfouriana (Cockayne) Heads[8]
- (Scrophulariaceae Veronica balfouriana Hook.f.[9]